# 고독한 실력자
"고독한 실력자"는 1992년에 개봉한 대한민국의 영화이다.

## 캐스팅
- 나한일 : 진욱 역
- 이윤희
- 이무정
- 김기주
- 이해룡
- 오경아
- 남포동
- 최강호
- 길달호
- 서평석
- 정영국
- 홍충길
- 최근제
- 문미봉
- 강희주
- 박광설
- 최명호
- 서명석
- 조찬풍